# 医管局員工陣線
医管局員工陣線（いかんきょくいんこうじんせん、中国語: 醫管局員工陣線、英語: HA Employees Alliance）は、香港における本土派工会である、香港病院局の従業員組合であり、2019年-2020年香港民主化デモ期間中に設立された新しい組合の一つ。
2020年2月3〜7日に香港の医療ストライキが開始され、政府が新型コロナウイルス感染症 (2019年)の流行による影響を受けるリスクを軽減するために政府が「税関を閉鎖」し、病院当局が最前線の医療に適切な保護具を提供するために戦うことを目的としている。

## 関連イベント

### 香港のヘルスケアストライキアクション
2020年1月、香港の医療ストライキ政府がCOVID-19の流行による影響を受ける香港のリスクを軽減するために完全に「税関を閉鎖」し、病院当局が医療の最前線に適切な保護具を提供するよう努める。香港における2019年コロナウイルス感染症の流行状況このような状況下で、香港の障壁は依然として中国本土の人々に開放されており、香港ではますます多くの患者が診断されており、そのほとんどが中国本土から輸入されている。2019年12月に設立され、10,000人を超える病院当局スタッフがいる病院当局スタッフフロントは、2020年1月26日に5つのアピールを提出し、HAがアピールに応答しない場合、2月3日にストライキを決行すると述べた2月1日、病院当局のスタッフフロントの特別総会は、2月3日のストに行くために賛成3123票、反対10票、反対23票、無効票8票を可決した。ストライキの要求には、「旅行者の中国への入国を禁止する」、「マスクの適切な供給を確保するための明確な計画を実施する」、「緊急でないサービスを停止するために十分な隔離病棟を提供する」、「隔離された患者の医療を適切に支援する」、および「避けるべき公約」がある 転落後の安堵だ」と語った。 ストライキに参加するために、合計9,000人の医師と看護師が本名に署名した。

### 新型コロナウイルス感染症予防基金を設立
2020年2月7日、労働組合はストを一時的に中止すると発表した。 その後、2月8日、新型コロナウイルス感染症の流行の影響下で集団的行動に参加して従業員の経済的、法的、活動的費用を支援するために、「武漢肺炎および疫病予防基金」の設立が発表された。組合員が解雇、一時停止、降格などを含む所得の損失を引き起こす訴訟に参加するために雇用主によって標的にされた場合、彼らは3ヶ月の財政的支援を受けることができる。 基金は、病院当局のスタッフに対する毎月の助成金が関連する職位の中央の給与を超えてはならないことを提案し、他の産業の人々は地域の中央の給与に基づいて計算される。レジスタンスファンドは5人の受託者によって管理されており、ケースのレビューと承認を担当している。基金は、秋までに解決した労働組合のメンバーを支援することに加えて、流行防止関連の産業活動を開始するために労働組合を支援するための資金と、法的支援訴訟およびその他の関連費用も割り当てる。